# 田中角荣
田中角荣（日语：／ Tanaka Kakuei；1918年5月4日—1993年12月16日），日本政治人物、建築師，歷任眾議院議員（16期）、郵政大臣（第12代）、大藏大臣（第67－69代）、通商產業大臣（第33代）、內閣總理大臣（第64、65代）。1972年（昭和47年）9月，就任首相2个月後，正式访问中华人民共和国，与中华人民共和国的领导人举行会谈并建立外交关系，双方关系开始走入正常化。1974年，他因被揭发田中金脉问题，而被迫下台；1976年更是因涉及洛克希德事件一案被逮捕和退出自民党，但維持田中派影響力至1980年代後期。1990年从政界引退。
田中角荣是日本历史上首位没有接受过大学教育的首相，他因此被日本民众称为“庶民宰相”。

## 个人生涯
1918年5月4日，田中角荣出生在日本新潟县二田村，是家中七个子女中唯一的男孩。父亲为开办大农场，几乎倾家荡产，筹措45,000日元，进口了三头荷兰种牛。这些牛不堪长途航运之苦，刚运到家便先后染病而死。田中家因此大赔血本，从此一蹶不振，此后便主要靠田中母亲经营七八反（日本土地面积单位，1反=992平方米）地养家糊口。
1934年3月，16岁的田中孤身一人来到东京谋生，先后当过建筑公司学徒，贸易商行卸货送货员，《保险评论》杂志实习记者。这期间，他白天上班，晚上到私立中央工学校学习，凭着坚韧的毅力，拿到了该校土木科毕业文凭。 
1938年，田中应征入伍，编入盛冈骑兵第三旅团，驻扎在中国黑龙江省。1940年患肺炎肋膜炎并发症，被遣送回国治疗，次年按伤病军人复员。
1942年，与一个建筑业资本家的独生女、比他大十来岁的花子结婚。
1943年，成立“田中土木建筑股份公司”，田中自任总经理。截至战败时，经营规模扩大数倍，田中土建已成为日本50家大建筑公司之一。战后，由于房地产价格暴涨，生意更加兴隆，田中已成为实业界小有名气的富翁。
1947年日本实施战美国占领军司令部（GHQ）所指導和平宪法的总选举，田中获推荐参加了日本民主党新潟县众议员的选举，并第一次当选为众议院议员，担任众议院建设委员会委员及理事而活跃于政界。
1948年10月，日本政局发生变动，芦田均内阁宣布辞职。议会第一大党自由党内的一批干部以GHQ的暗示为根据，企图推出干事长山崎猛为新总理总裁，取代吉田茂的职务，总务会议就此进行讨论时，出现了上述意见一边倒的局面，吉田茂只好辞职让权。田中角荣在关键时刻发表了“日本虽是战败国，但美國也不能干涉日本内政”的演讲，保住了吉田茂的总裁职位。出于感激和对田中能力的认同，吉田茂任命他为法务省政务次官。田中担任政务次官40天后，反对制定国家煤矿管理法的资本家向政府官员行贿事件被揭露，田中也受到牵连并被捕入狱，由于吉田茂的运动，他在拘留所里以高票竞选议员成功，两年半后宣布无罪释放。
1950年，田中出狱后，任长冈铁路公司总经理，以出众的远见进行了电气化改造，使该铁路扭转了自1915年创建以来连年亏损的形势。
1953年8月，田中任理研化工公司董事、自由党副干事长，众议院商工委员会委员长等职。这一时期，日本自由党在历次大选中保住了议会第一大党的地位，田中从中发挥了重要的作用。
1954年田中角荣任自由党副干事长。
1955年，日本自由党和日本民主党合并组成自由民主党。
1955年，任众议院工商委员会委员长。
1957至1958年，田中担任岸信介内阁的邮政大臣，成功地平息了邮政工会罢工。
1961年，任自民党政务调查会长，解决了医疗费问题。
1962年7月开始，田中角荣成為日本内阁中最重要閣員之一的大藏大臣。
1962年7月至1965年6月，田中角荣连任第二次，第三次池田勇人内阁和第一次佐藤荣作内阁大藏大臣，是经济高速增长时期国家财政金融政策的主要制定者和实施者，由于他比较清楚国家的财政经济状况，被大藏省官员称为“明白的角荣”。佐藤内阁末期担任通产产业相时，他用三个月时间解决了困扰政府三年的日美纺织品贸易摩擦问题，他集中精力研究了改造与开发日本的综合战略，提出了后述的“日本列岛改造”设想。 
1965年，升任自民党干事长。因为田中和池田勇人、佐藤荣作的关系都很密切，在调解池田派和佐藤派这两个自民党内最大派别的关系上居于举足轻重的地位。与此同时，以田中为核心的强大派系势力正在形成。

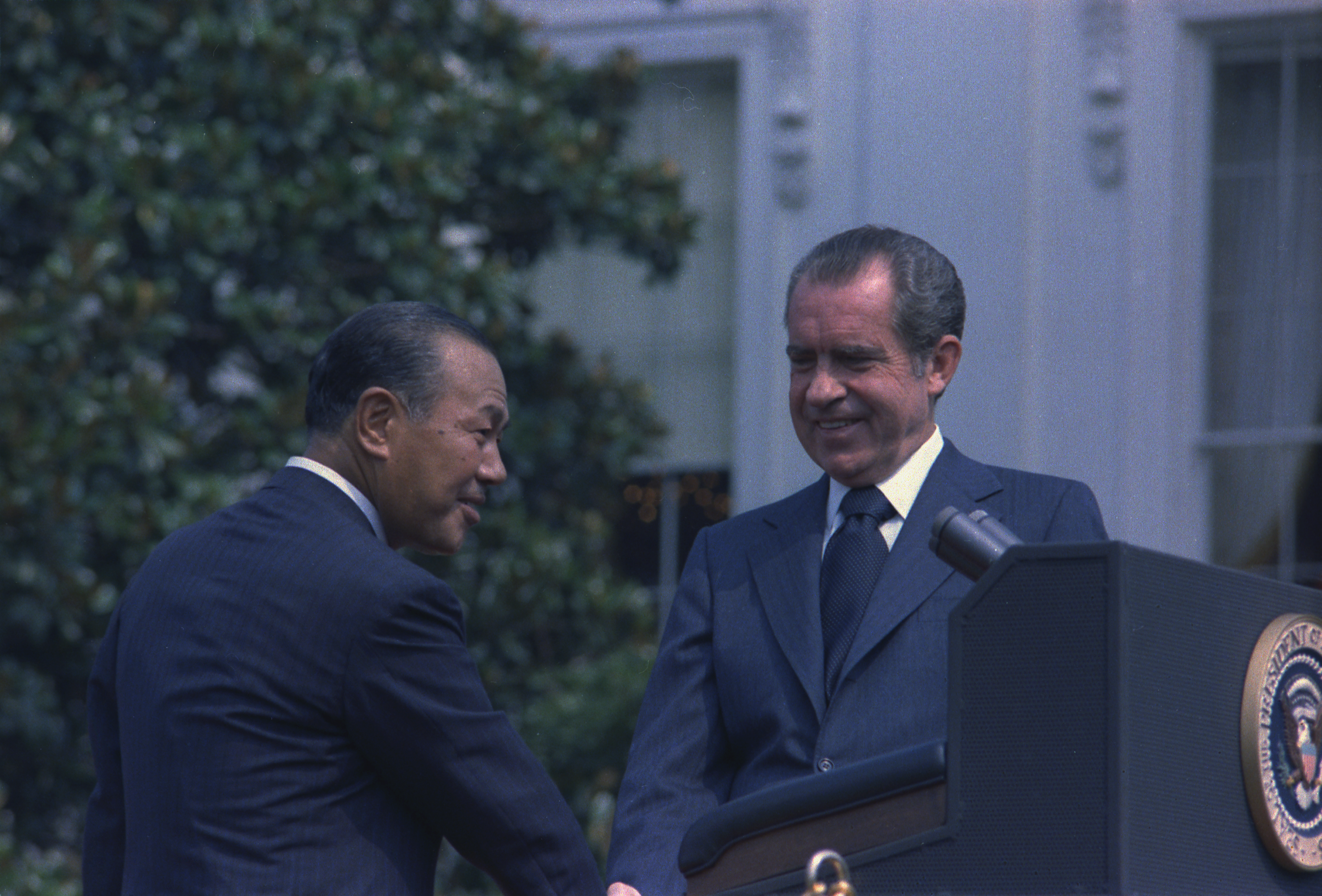
1973年田中角荣在美國白宮與時任美國總統理查·尼克森會面。

1972年6月，佐藤荣作声明辞掉總理總裁（總理大臣和自民党总裁）职务。自民党临时大会经过两轮投票表决，田中在三角大福战争中，通过拉拢小派系领袖中曾根康弘，击败岸信介兄弟（岸信介與佐藤荣作）阵线的儲君福田赳夫。当选新总裁，7月7日，组成第一次田中内阁。 
1974年11月，因党内斗争提出辞呈，同年12月田中内阁总辞职。
1976年7月，洛克希德事件被揭出后，因违反外汇法被捕，同时退出自由民主党。 1976年12月，被保释后以无党派身份当选为众议员。
1977至1983年的七年間，他每星期都被東京地區法院傳喚。調查發現，他收受兩百萬美元的賄款，最後被判刑四年。雖然背負受賄嫌疑，田中的受歡迎程度卻提高了。1976年洛克希德醜聞爆發時，田中派系還不到八十人，到1981年增加為一百多人。在法庭宣判田中受賄後不久舉行的1983年眾議院議員大選中，他以全國第一的高票當選。在1985年因中風引退。 1987年，东京高等法院宣判驳回其上诉，维持原判。其后，田中角荣又提起二审上诉。
1995年，经过三审，日本最高法院作出终审判决，依法驳回田中角荣二审上诉，维持原判。而此时，田中角荣已病逝将近两年。

## 生平
- 1918年（大正7年）出生於新潟縣一個農戶家庭。
- 1939年（昭和14年）參軍，派駐於滿州國。
- 1941年（昭和16年）回國，加入坂本工程公司。
- 1942年（昭和17年）接管坂本公司，改名為田中工程公司。
- 1950年（昭和25年）任長岡鐵路公司總經理。
- 1953年（昭和28年）任理研化学公司董事。
- 1954年（昭和29年）任日本自由党副干事长（翌年日本自由党、日本民主党合并成自由民主党）。
- 1957年（昭和32年）出任邮政大臣。
- 1961年（昭和36年）任自民党政务调查会长。
- 1963年（昭和38年）出任大藏大臣。
- 1965年（昭和40年）任自民党干事长。
- 1966年（昭和41年）黑霧事件 (政界)
- 1971年（昭和46年）任通商产业大臣。
- 1972年（昭和47年）出任内阁总理大臣。同年9月底访问中華人民共和國，签署《日中聯合聲明》，实现了中日邦交正常化。同年，與中華民國斷交。
- 1973年（昭和48年）與苏联最高領導人勃列日涅夫签署联合声明。
- 1974年（昭和49年）被《文艺春秋》揭发金权问题，辞去首相和自民党总裁职务。
- 1976年（昭和51年）洛克希德事件曝光，退出自民党。7月27日，東京地方检察廳逮捕田中角荣，宣布他涉嫌在1973年8月至1974年2月任首相期间，透過丸红公司4次收受洛克西德公司的贿款共5億日元
- 1983年（昭和58年）因洛克希德事件，被东京地方法院判处4年徒刑、罚款5亿日元。他最終並無服刑。
- 1984年（昭和59年）10月自民党总裁选。田中角荣决定拥护田中派（木曜俱乐部）会長二階堂進副总裁，支持中曾根康弘的再選。12月，田中派内的中堅与年轻人准备设立以竹下登为中心的「創政会（日语：創政会）」。
- 1985年（昭和60年）2月7日創政会成立。2月27日脑梗塞发作入院。患言語障害（日语：言語症）与行動障害（日语：行動障害），从此无法参与政治活動。6月田中事務所关闭。9月洛克希德事件控訴審開始，田中本人缺席。10月2日关越自動車道全線通車(此為日本第一條連接太平洋側和日本海側的高速公路，經過田中本人新潟县家鄉。
- 1986年（昭和61年）7月第38回总選举。以第一名当選。田中本人完全没有参加任何选举活动，唯有越山会等组织的支持者参与活動，自民党大勝，在约4年的任期中，田中一次都没有进入过众议院。
- 1987年（昭和62年）7月4日 - 竹下成立经世会，超过半数的田中派参加其中。二階堂小组决定留在木曜俱乐部，田中派分裂。7月29日洛克希德事件控訴審判決。東京高等裁判所支持一審判決，驳回了田中的上訴，田中一側当日便上告。10月竹下访问田中宅邸，却被眞紀子吃了闭门羹。之後因皇民党事件而使分裂浮上水面。11月竹下内閣成立。
- 1989年（平成元年）10月直紀表示田中角荣不会参与下次的总选举。
- 1990年（平成2年）1月24日因衆議院解散而从政界引退。担任衆議院議員43年、当選16回。各地的越山会也都解散。2月第39回总選举。原越山会員、前小千谷市長的星野行男（日语：星野行男）当选。
- 1992年（平成4年）8月访问中国。这是他20年来首次访问中国，受到了中国政府的招待，田中眞紀子也与他一同前往中国。12月经世会分裂。
- 1993年（平成5年）逝世。

## 軼聞
1972年9月27日，田中角榮會見了毛澤東；回到日本後，透露毛澤東曾向他諄諄地說，千萬不可相信中國古來之孔子學說；惟田中並未對記者透露當時是否點頭贊同毛澤東之忠告。但田中揭露此事時，面帶笑容。

## 著作
- 《我的履历书（日语：私の履歴書）》1966年 日本经济新闻社
- 《日本列島改造論》1972年 日刊工業新聞（日语：日刊工業新聞社）
- 《大臣日記》 1972年 新潟日報事業社
- 《自传 我的少年时代》（自伝 わたくしの少年時代） 1973年講談社

## 关联人物
- 吉田茂
- 池田勇人
- 佐藤荣作
- 福田赳夫
- 椎名悅三郎
- 大平正芳
- 中曾根康弘
- 竹下登
- 小佐野賢治
- 佐藤昭子（日语：佐藤昭子）
- 早坂茂三（日语：早坂茂三）
- 鸠山邦夫
- 小泽一郎
- 小淵惠三
- 二階堂進
- 石破二朗
- 川島正次郎
- 保利茂
- 橋本登美三郎
- 橋本龍太郎
- 愛知揆一
- 松野頼三
- 江崎真澄（日语：江崎真澄）
- 木村武雄（日语：木村武雄）
- 山下元利（日语：山下元利）
- 小坂徳三郎（日语：小坂徳三郎）
- 大野市郎（日语：大野市郎）
- 白洲次郎
- 细川护熙
- 木村禧八郎（日语：木村禧八郎）
- 杰拉尔德·福特
- 亨利·基辛格

## 外部連結
- http://www.tanaka-zaidan.net/ （页面存档备份，存于）（道の駅・西山ふるさと公苑内）（日語）
- Kakuei Tanaka - a political biography of modern Japan: （页面存档备份，存于）（英文）
- Fujiland: Kakuei Tanaka: Lockheed & Loopholes （页面存档备份，存于）（英文）

| 官衔                     | 官衔                                                              | 官衔                   |
| ------------------------ | ----------------------------------------------------------------- | ---------------------- |
| 前任： 佐藤榮作          | 日本內閣總理大臣 第64、65任：1972年－1974年                       | 繼任： 三木武夫        |
| 前任： 宮澤喜一          | 日本通商產業大臣 第33任：1971年－1972年                           | 繼任： 中曾根康弘      |
| 前任： 水田三喜男        | 日本大藏大臣 第67－69任：1962年－1965年                           | 繼任： 福田赳夫        |
| 前任： 平井太郎          | 日本郵政大臣 第12任：1957年－1958年                               | 繼任： 寺尾豐          |
| 議會席位                 |                                                                   |                        |
| 前任： 新設              | 日本衆議院商工委員長 1955年                                       | 繼任： 神田博          |
| 政党职务                 |                                                                   |                        |
| 前任： 佐藤榮作          | 日本自由民主黨總裁 第6任：1972年－1974年                          | 繼任： 三木武夫        |
| 前任： 三木武夫 福田赳夫 | 日本自由民主黨幹事長 第9任：1965年－1966年 第11任：1968年－1971年 | 繼任： 福田赳夫 保利茂 |
| 前任： 福田赳夫          | 日本自由民主黨政務調查會長 第9任：1961年－1962年                  | 繼任： 賀屋興宣        |